# Orde van Verdienste van de Federale Republiek Joegoslavië
De Orde van Verdienste van de Federale Republiek Joegoslavië (Servo-Kroatisch: Orden Zasluga za Saveznu Republiku Jugoslaviji) werd ingesteld toen alleen Servië en Montenegro nog deel uitmaakten van deze steeds losser wordende unie. Deze orde van verdienste heeft drie graden en wordt voor verdienste op allerlei gebied verleend.
Het kleinood is een vijfpuntige ster waarop witte ornamenten met gouden randen en vijf bruine sterren zijn gelegd. De witte ornamenten herinneren aan de oude Orde van de Kroon van Joegoslavië. Het centrale gouden medaillon toont het wapen van de federatie.
Het lint is wit met rood-wit-blauwe strepen langs de rand.
Orde van de Grote Joegoslavische Ster ·
Orde van de Joegoslavische Ster ·
Orde van de Joegoslavische Vlag ·
Orde van Vrijheid ·
Orde van Nationale Held ·
Orde van Held van de Socialistische Arbeid ·
Orde van Nationale Bevrijding ·
Orde van de Militaire Vlag ·
Partizanenster ·
Orde van de Republiek ·
Orde van Nationale Verdienste ·
Orde van Broederschap en Eenheid ·
Orde van het Volksleger ·
Orde voor Militaire Verdienste ·
Orde voor Dapperheid ·
Keten van de Orde van Joegoslavië ·
Orde van Verdienste van de Federale Republiek Joegoslavië ·
Orde van het Ridderzwaard ·
Orde van Nemanja ·
Orde van Njegoš ·
Orde van Vuk Karadžić ·
Orde van Tesla ·
Orde van de Arbeid ·
Orde van Dapperheid ·
Orde van Verdienste voor Defensie en Veiligheid
Zie ook: Ridderorden in Joegoslavië